# زرزور شلي
زرزور شلي واسمه العلميّ(Lamprotornis shelleyi)، هو نوع ينتمي لفصيلة الزرزوريات، ويتواجد بالصومال وأثيوبيا وكينيا وتنزانيا ودولة جنوب السودان. ويرجع الاسم (شلي) والموجود في كلا الاسمين الإنكليزيّ والعربيّ، وكذلك الاسم العلميّ اللاتينيّ لاسم (جورج ارنست شلي George Ernest Shelley) وهو عالم طيور إنكليزيّ، وابن أخ أو اخت الشاعر بيرسي بيش شيلي.

## طالع
- زرزور هيدبغنت.